# Subaru BRZ
Subaru BRZ (Boxer engine, Rear-wheel drive i Zenith) – samochód sportowy o nadwoziu coupé produkowany przez japońską markę Subaru od  2012 roku. Od 2021 roku produkowana jest druga generacja modelu.

## Pierwsza generacja

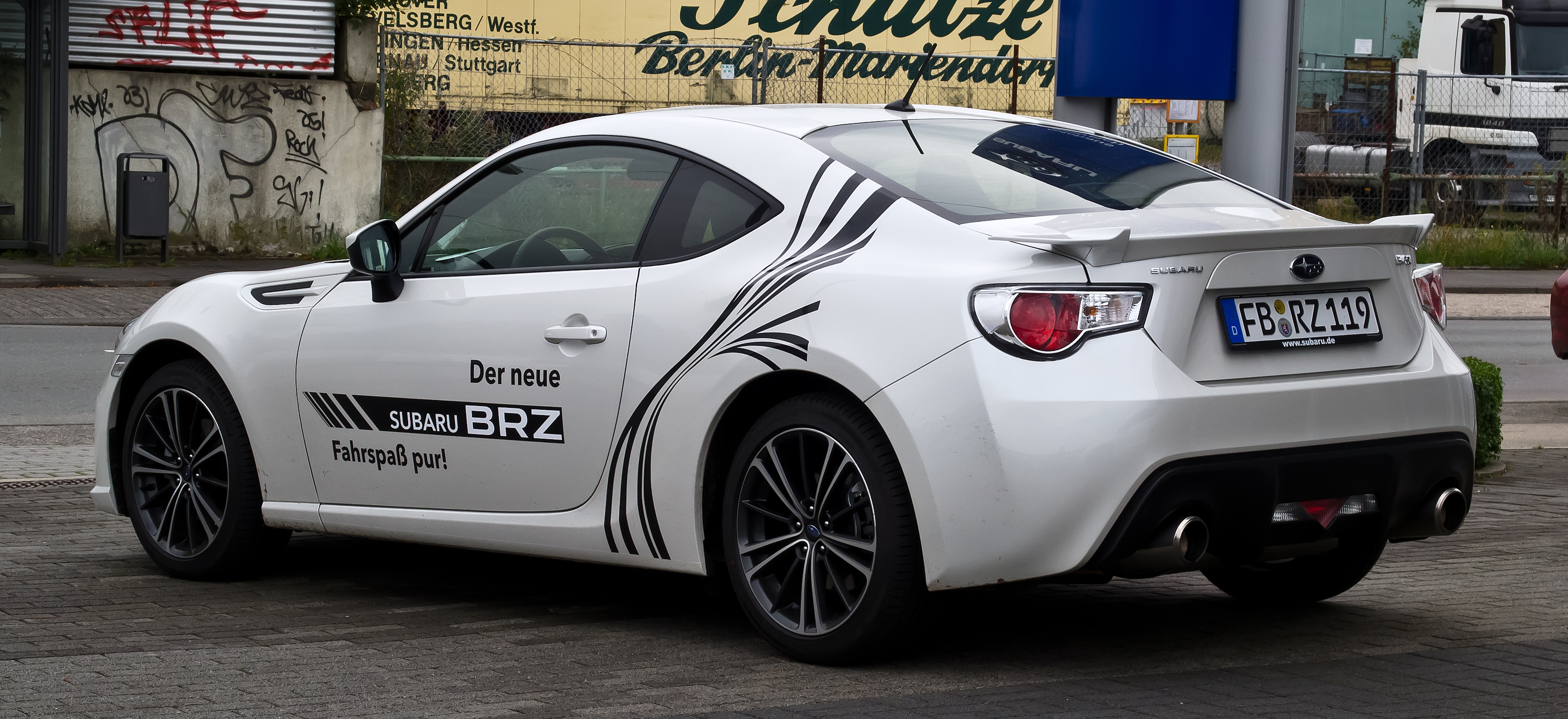
Subaru BRZ I przed liftingiem - tył

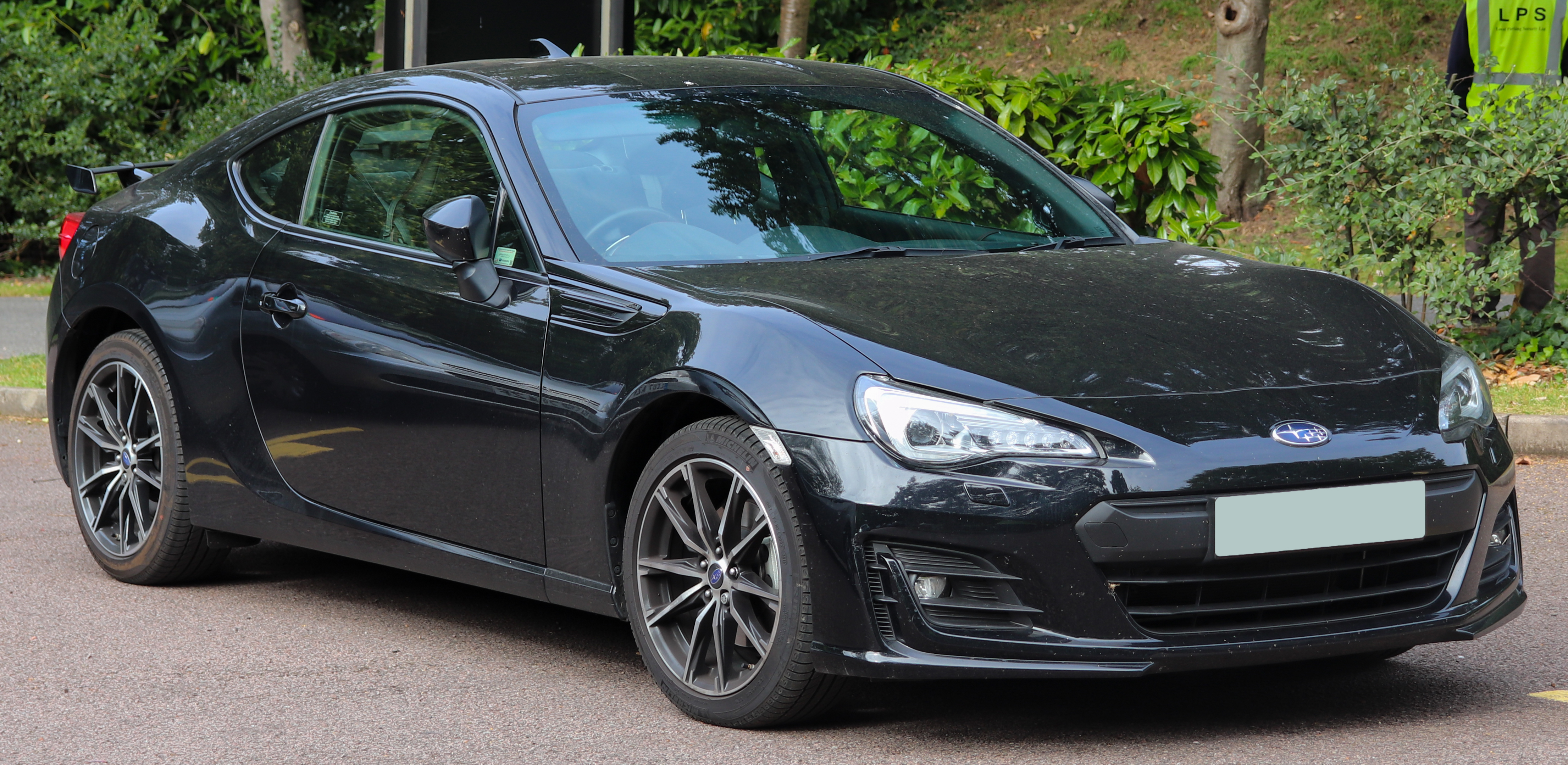
Subaru BRZ I po liftingu

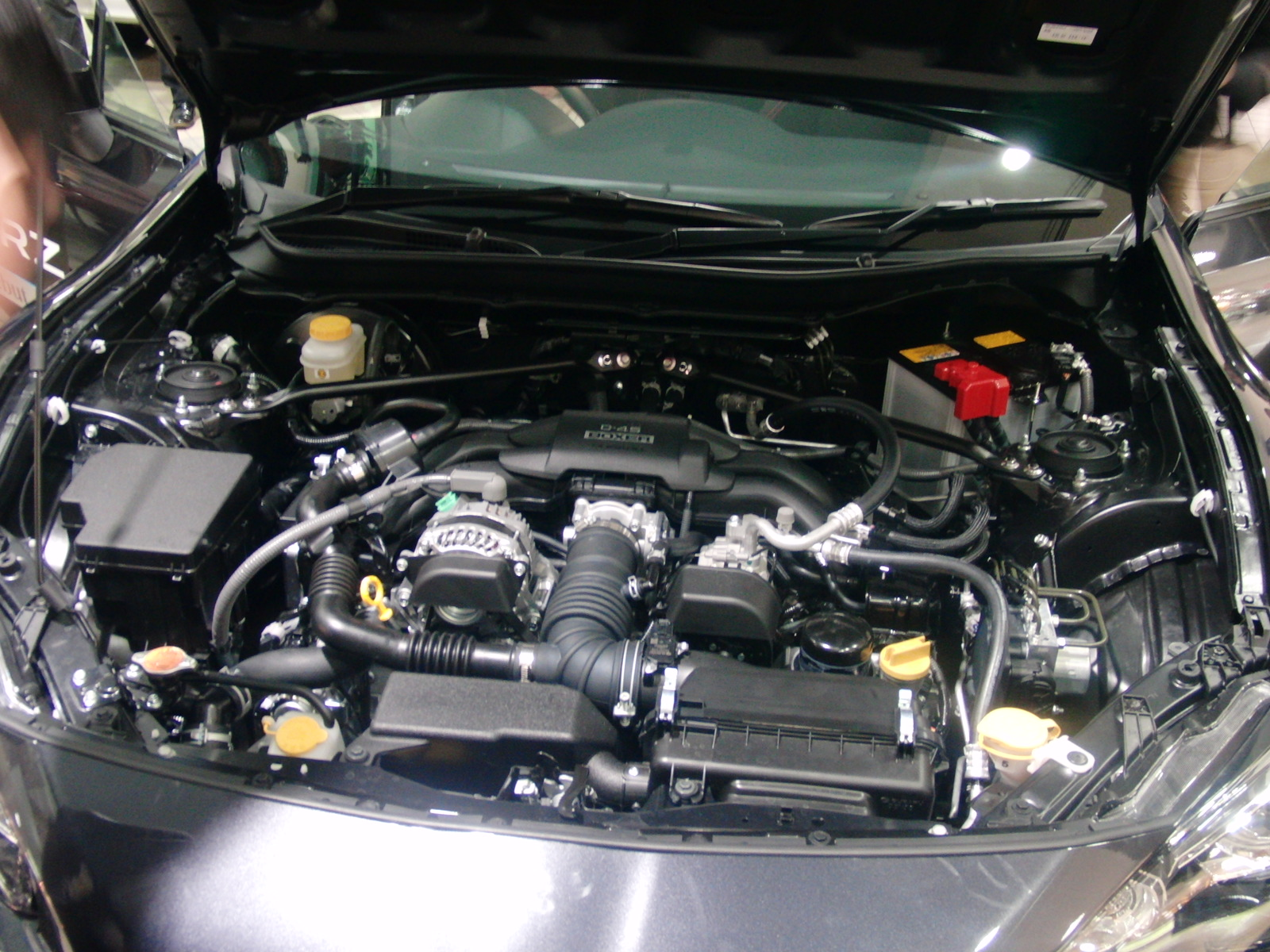
Silnik

W sierpniu 2013 roku wprowadzono do sprzedaży w Japonii BRZ w wersji tS (Tuned by STI). Samochód opracowany został przez fabrycznego tunera Subaru, czyli STI. Silnik pozostał bez zmian, poprawiono natomiast zawieszenie i aerodynamikę. Samochód ten stanowi jednocześnie zapowiedź mocniejszej wersji, która będzie nazywać się BRZ STI. W plebiscycie na Europejski Samochód Roku 2013 wraz z Toyotą GT86 model zajął 2. pozycję (za VW Golfem VII). W 2017 auto przeszło lifting.

### Osiągi
- Pojemność silnika: 1998 cm³
- Typ i układ silnika: silnik w układzie Bokser, 4 cylindry, 16V, benzynowy
- Wtrysk paliwa: bezpośredni, wielopunktowy
- Moc maksymalna: 147 kW (200 KM) przy 7000 obr./min
- Maksymalny moment obrotowy: 205 Nm przy 6400-6600 obr./min
- Prędkość maksymalna: 230 km/h
- Przyspieszenie od 0 do 100 km/h: manualna skrzynia biegów: 7,6 s; automatyczna skrzynia biegów: 8,2 s
- Średnie zużycie paliwa: 7,1 l/100 km
- Emisja CO2: 170 g/km
- Norma emisji spalin: Euro 5
- Paliwo: benzyna bezołowiowa 98 oktanowa
- Rozmiar opon: 205/55 R16 91V, 215/45 R17 87V
- Współczynnik oporu powietrza: Cx = 0,28

### Wersje wyposażeniowe[4]
- Active
- Sport
- Premium Sport
- STI - koncept

Standardowe wyposażenie Subaru BRZ Active obejmuje m.in. 16-calowe obręcze, aluminiowe nakładki na pedały, kierownica i mieszki skrzyni biegów oraz hamulca ręcznego obszyte skórą, ośmiogłośnikowy system audio z nawigacją, klimatyzacja oraz ABS, VSC, elektrycznie sterowane szyby, ksenonowe reflektory, elektrycznie regulowane lusterka, LED-owe światła do jazdy dziennej, przednie poduszki powietrzne, poduszkę powietrzną chroniącą kolana kierowcy, przednie boczne poduszki powietrzne, kurtyny powietrzne, fotel kierowcy z elektryczną regulacją wysokości, komputer pokładowy, centralny zamek, inteligentny system ratunkowy (ISR).
Wersja Sport dodatkowo wyposażona jest w automatyczną klimatyzację, system uruchamiania silnika przyciskiem, podgrzewane i elektrycznie składane lusterka, światła przeciwmgłowe, system bezkluczykowy, 17-calowe obręcze, mechaniczną szperę (LSD Torsen) oraz tempomat.
Wersja Premium Sport wyposażona jest w 17-calowe felgi STI w czarnym kolorze oraz czarne lusterka zewnętrzne. We wnętrzu pojazdu użyto dwukolorowej tapicerki skórzanej na fotelach i kierownicy, boczkach drzwi oraz kilku wstawek z aluminium.
Ceny auta na początku 2013 roku w polskich salonach za podstawową odmianę rozpoczynały się od 28 500 euro. 

## Druga generacja

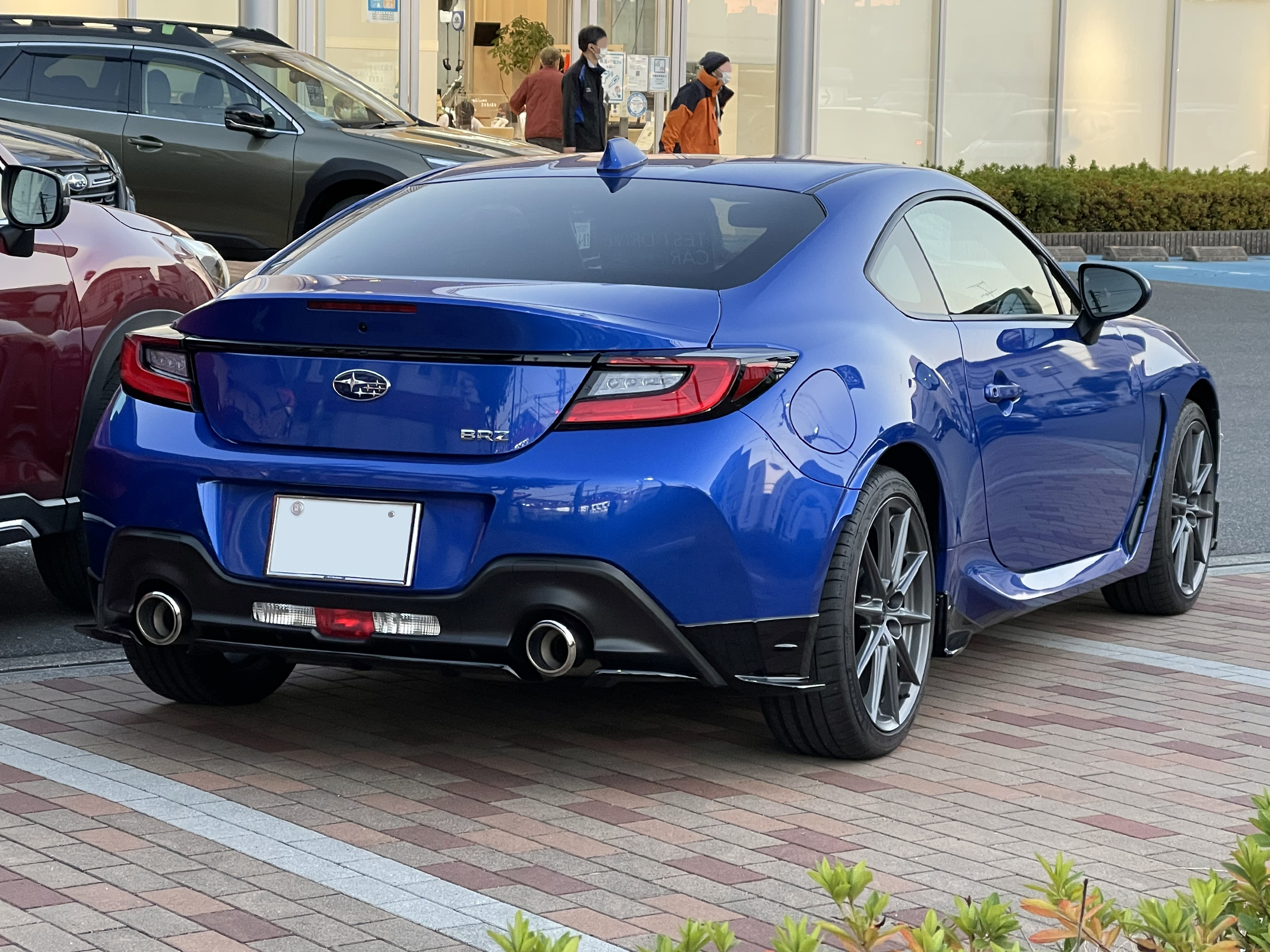
Subaru BRZ II - tył

Subaru BRZ II zostało zaprezentowane po raz pierwszy w listopadzie 2020 roku. Trafił do sprzedaży wiosną 2021 roku.
Tylnonapędowe Subaru BRZ występuje wyłącznie z silnikiem benzynowym w układzie bokser 2.4i o mocy 234 KM przy 7000 o/m oraz 250 niutonometrów maksymalnego momentu obrotowego przy 3700 o/m. Gama modelowa obejmuje dwa warianty: Sport (z manualną skrzynią biegów) oraz Sport ES (przekładnia automatyczna). Ten ostatni zawiera dodatkowo m.in. pakiet wspomagania bezpieczeństwa EyeSight.